# Купреев, Иван Александрович
Иван Александрович Купреев (1930 — 1998) — советский учёный, лауреат Ленинской премии 1966 года.
В 1950—1953 служил в Армии. В 1953—1963 буровой мастер на рудниках. С 1963 г. сотрудник лаборатории бурения Института горного дела СО АН СССР.
Доктор физико-математических наук.
В 1966 году присуждена Ленинская премия — за разработку научных основ, создание и внедрение в производство комплекса высокопроизводительных механизмов для бурения скважин в подземных условиях.
Автор многих изобретений.